# Contraforte
Il contraforte è un moderno strumento musicale variante del controfagotto e con un suono simile. È stato inventato e costruito da Benedikt Eppelsheim e Guntram Wolf, fabbricanti di strumenti a fiato. Viene usato per produrre suoni gravi e profondi.

## Specifiche tecniche
Il contraforte è uno strumento traspositore di ottava: esegue le note scritte in partitura all'ottava bassa. L'estensione del contraforte va dal La0 al Sol4 che in suoni reali diventa da La-1 al Sol3.